# Gerbille de Rosalinda
Gerbillus rosalinda
Espèce
Statut de conservation UICN

 LC  : Préoccupation mineure
La Gerbille de Rosalinda (Gerbillus rosalinda ou Gerbillus (Gerbillus) rosalinda) est une espèce qui fait partie des rongeurs. C'est une gerbille de la famille des Muridés que l'on rencontre dans certaines régions de Somalie et du Soudan.